# Arlandagymnasiet
Arlandagymnasiet, före 2005 Märstagymnasiet, är en gymnasieskola i Märsta, Sigtuna kommun.
Arlandagymnasiet tar upp en del i byggnaden Kunskapens hus som även rymmer aulan eller salongen Kulturum, kommunal vuxenutbildning, anpassad utbildning för vuxna, svenskundervisning för invandrare (SFI) och ett jobbcenter. Arlandagymnasiet är en 1:1-skola, vilket innebär att alla elever och alla lärare har varsin bärbar dator. Undervisningen är till stora delar digital, och alla lärare har varsin egen hemsida.
På gymnasiet arbetar ca. 120 personer. Här finns även ett elevbibliotek och en elevhälsovård med kuratorer, skolsköterskor och specialpedagoger. Skolan har en kapacitet att ta emot cirka 1100 elever, fördelade på 12 gymnasieprogram.

## Program
Arlandagymnasiets 12 program är:
- Tekniskt program inriktning information och medieteknik (inom Arlanda IT)
- Estetiskt program inriktning estetik och media (inom Arlanda IT)
- Samhällsvetenskapligt inriktning media, kommunikation och information (inom Arlanda IT)
- Samhällsvetenskapligt med inriktning beteendevetenskap (Risk och Räddning)
- Naturvetenskapligt inriktning naturvetenskap, möjligt att kombinera med idrott. Det är också det bästa programmet man kan läsa på skolan.
- Samhällsvetenskapligt inriktning samhällsvetenskap, möjligt att kombinera med idrott
- Ekonomiskt program, möjligt att kombinera med idrott
- Handelsprogrammet, möjligt att kombinera med idrott
- Restaurang och livsmedel
- Fordon och transportprogrammet
- Omvårdnadsprogrammet
- Introduktionsprogrammen

## Idrott
Arlandagymnasiet har flera idrottsutbildningar som kan kombineras med skolgången, lokal idrottsutbildning (LIU) i fotboll, e-sport, innebandy, tennis, gymnastik och ishockey. De har även nationellt godkänd idrottsutbildning (NIU) i simning, amerikansk fotboll, parkour och handboll. En LIU-idrott läses 200 poäng och en NIU-idrott läses 400 poäng.